# Jacques Freitag
Jacques Freitag (født 11. juni 1982 i Warrenton, død i 2024) var en sydafrikansk højdespringer. Han blev den første atletikudøver, der har vundet VM-guld ved både ungdoms-, junior- og seniormesterskaber (henholdsvis 1999, 2000 og 2003, sidstnævnte i Paris). Han deltog ved OL 2004 i Athen, hvor han som verdensmester var blandt favoritterne, men en ankelskade betød, at han måtte nøjes med at springe 2,20 m i indledende runde, hvilket ikke var nok til kvalifikation til finalen. Han endte på en delt 20. plads i konkurrencen.
Hans personlige rekord lyder på 2,38 m, sat i Oudtshoorn i 2005.
Freitags mor er Hendrina Pieters, der var sydafrikansk mester i højdespring i 1973. Han var selv en atypisk højdespringer, idet han er 2,04 m.